# Vajont-Staumauer
Die Vajont-Staumauer in den Belluneser Alpen im Nordosten Italiens (100 km nördlich von Venedig) wurde ab 1956 zur Aufstauung des Flusses Vajont errichtet. Sie ist durch die „Katastrophe von Longarone“ („Katastrophe vom Vajont“; italienisch strage del Vajont, disastro del Vajont oder tragedia del Vajont) am 9. Oktober 1963 bekannt geworden.
Das Aufstauen des Stausees Vajont führte zu einem Bergrutsch vom Monte Toc in den See. Dieser Bergsturz verursachte eine große Flutwelle, die sich über die Mauerkrone in das enge Tal ergoss und das Städtchen Longarone, die Ortschaften Pirago, Rivalta, Villanova und Faè vollständig zerstörte. Bei der Katastrophe starben vermutlich mehr als 2000 Menschen. Mehr als die Hälfte der Leichen wurde nicht gefunden. Die Staumauer blieb bei der Katastrophe weitgehend unbeschädigt und ist heute noch vorhanden, der See wurde allerdings nicht wieder aufgestaut.

## Das Projekt
Das Projekt für eine Staumauer im Vajont-Tal wurde durch das Unternehmen Società Adriatica di Elettricità (SADE) betrieben, die besonders gegen Ende des 19. und während der ersten Hälfte des 20. Jahrhunderts im Strommarkt im Nordosten Italiens aktiv war.
Ziel des Projekts war die Bereitstellung großer Wasserreserven mitten in den Voralpen, um so genügend Strom für die Stadt Venedig während der Trockenzeiten erzeugen zu können. Der Fluss Piave und seine Nebenflüsse führen in den Herbst- und Frühlingsmonaten ausreichend Wasser, während der Winter- und Sommermonate jedoch sehr wenig.
Die Schluchten des Flüsschens Vajont (das in den Friauler Dolomiten entspringt und in den Piave mündet, nachdem es am Monte Toc entlangfließt) eigneten sich besonders gut für das Vorhaben. Entlang des Flusslaufes, bei den Bergdörfern Erto e Casso, fanden der Geologe Giorgio Dal Piaz und der Bauingenieur Carlo Semenza eine scheinbar geeignete Stelle, um die damals höchste Doppelbogenstaumauer der Welt zu bauen; sie war bis zum Bau der Grande-Dixence-Staumauer im Jahr 1965 die höchste Staumauer der Erde.
Das Anfangsprojekt sah eine 202 Meter hohe Bogenstaumauer mit einem Stauinhalt von 58,2 Millionen Kubikmetern vor. Die Pläne wurden später so modifiziert, dass die Mauer eine Höhe von 261,60 Meter mit einem Stauinhalt von 152 Millionen Kubikmetern erreichen sollte. Der Stauinhalt wurde damit viel größer als in allen früheren Projekten, die im Piave-Tal durchgeführt worden waren.
Das Vajontprojekt erhielt die vollständige Zustimmung des zuständigen Ministeriums am 17. Juli 1957.

## Planung und Bau der Talsperre

### Vorarbeiten
1929 machten Dal Piaz und Semenza erste Begehungen im Tal. Die Projektarbeiten für die Vajont-Staumauer begannen etwa 1940, und das Vorhaben kam 1943 unter dem Namen „Grande Vajont“ vor die zuständigen Organe. Da die meisten Mitglieder der Kommission im Krieg waren und nicht abstimmen konnten, wurde das „Grande Vajont“ ohne das Erreichen einer Mindestanzahl von Stimmberechtigten gutgeheißen. In den folgenden Jahren wurde dieses Ergebnis niemals in Frage gestellt.
Nach dem Zweiten Weltkrieg begann das Vajont-Projekt, für das die SADE großen Druck ausübte, Form anzunehmen und wurde schließlich dem Genio Civile, der zuständigen Stelle, vorgestellt. 1949 wurden die ersten gründlichen geologischen Ermittlungen durchgeführt. Gleichzeitig begannen die Proteste der im Projekt involvierten Talgemeinden Erto und Casso, denn der neue See sollte zahlreiche Wohnhäuser und viel landwirtschaftlich genutztes Kulturland überfluten.
Trotz des starken Protests der Talbewohner und Zweifeln der zuständigen Kontrollbehörden kam es gegen Mitte der 1950er Jahre zu den ersten Enteignungen, und die Vorbereitungen für die große Baustelle wurden vorangetrieben. Die eigentlichen Bauarbeiten begannen 1956 ohne die Zustimmung des zuständigen Ministeriums.

### Bauarbeiten

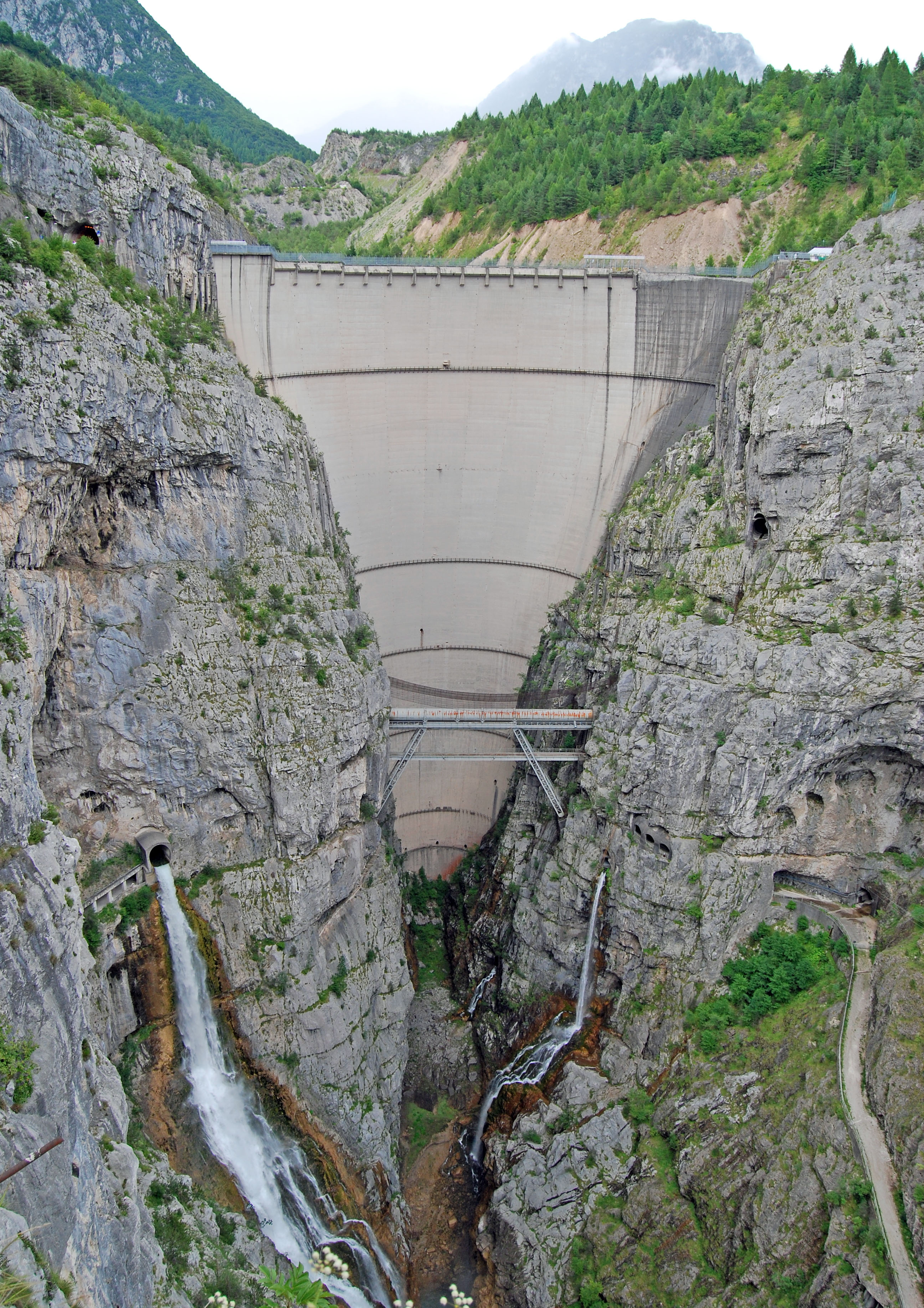
Staumauer von vorne (2013)

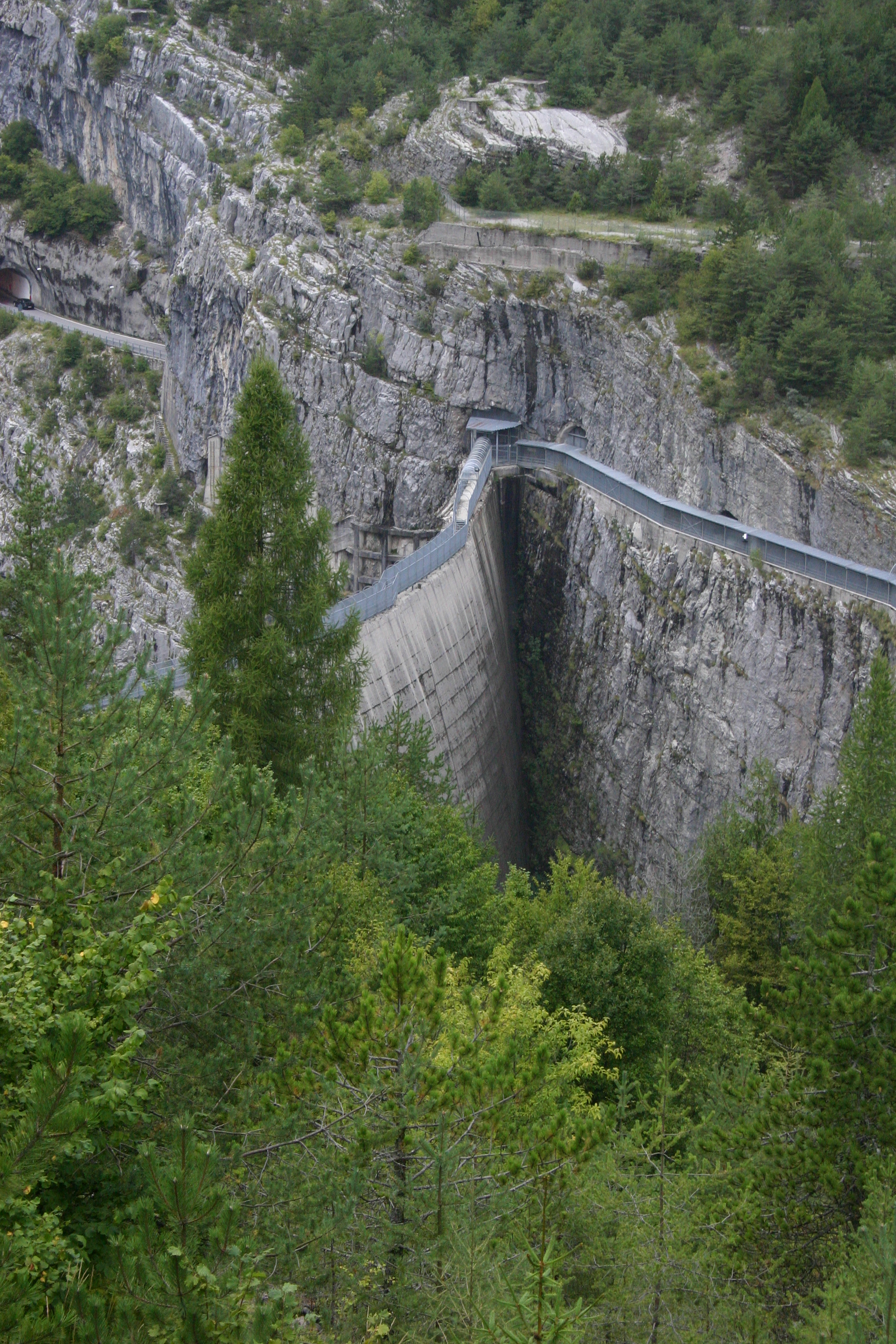
Staumauer von oben (höherer Punkt des Schuttbergs) betrachtet (2009)

Während der Bauarbeiten mussten am Projekt unvorhergesehene Anpassungen vorgenommen werden, denn es ereigneten sich einige kleinere Bergstürze an den Flanken, auf die sich die Mauer stützte. Aus diesem Grund mussten Zementinjektionen in den Fels gepresst werden.
Nach Arbeitsbeginn ereigneten sich einige kleine Erdbeben, so dass die SADE weitere geologische Aufnahmen beantragen musste, die auf dem Monte Toc die Reste eines uralten Bergsturzes aus paläolithischer Zeit zum Vorschein brachten. Diese Gesteinsmassen drohten bei ansteigendem Wasserspiegel am Fuße des Bergsturzes in den See zu rutschen. Diese neuen Befunde schickte die SADE nie an die zuständigen Kontrollorgane.
Die Bauarbeiten kamen voran: Am 2. Februar 1960 kam es zur ersten Teilfüllung des Sees bis auf 600 m, später in diesem Jahr stieg der Wasserspiegel bis 650 m. Am 4. November 1960 kam es zu einem ersten Bergsturz: 700.000 Kubikmeter Lockergestein und Fels stürzten in den See, ohne jedoch große Schäden anzurichten.
Nach diesem ersten Bergsturz wurde das Institut für Hydraulik und Wasserbau der Universität Padua mit der Erstellung einer Simulation für eine Katastrophe im Vajont-Tal beauftragt. In einem Modell wurden die Folgen eines 40-Millionen-Kubikmeter-Bergsturzes mithilfe von Kies simuliert. Nach dieser Simulation, die sich in den folgenden Jahren als falsch erwies, wäre eine Wasserspiegelhöhe bis 700 m als sicher zu betrachten gewesen, denn es wären dabei keinerlei Schäden entstanden. Simulationen, die nach der Katastrophe unter Betrachtung des richtigen Bergsturzumfanges und mit der Hilfe von miteinander verbundenen Betonplatten durchgeführt wurden, führten zu einem mit der Realität vergleichbaren Ergebnis. Diese Studien mussten im Ausland in Auftrag gegeben werden, denn in Italien wollte kein Institut die Resultate der ersten Simulation infrage stellen und somit die Universität Padua in Verlegenheit bringen.
Zwischen 1961 und 1963 wurde der See mehrmals gefüllt und wieder entleert, um die Gefahr von Rutschungen des umliegenden Geländes zu verhindern. Am 4. September 1963 – etwa einen Monat vor der Katastrophe – stieg der Wasserspiegel sogar bis auf einen Pegel von 710 m. Die Einwohner des Tals beklagten sich über den Aufstau begleitende Bodenbewegungen und die zahlreichen Erdbeben, während aus dem Berg laute Geräusche zu hören waren. Um der Gefahr eines Abschnürens des hinteren Stauraumes zu begegnen, wurde in dieser Zeit ein Bypass-Stollen errichtet. Durch eine Massenbewegung in das Staubecken wäre ein kontrollierter Abstau nicht mehr möglich gewesen. Der Vajont-Fluss wird auch heute durch den Tunnel geleitet, bevor er über einen Wasserfall unterhalb der Sperre in die Schlucht abfließt.

### Protest der Einwohner
Bereits seit dem Erscheinen der SADE auf dem Monte Toc versuchten die Einwohner des Vajont-Tals, ihre Besitzansprüche geltend zu machen, indem sie sich gegen die Enteignungen wehrten und sich über offensichtliche Fehler im Projekt beklagten. Es entstanden zwei Bürgerinitiativen, das „Comitato per la difesa del Comune di Erto“ und das „Consorzio Civile per la rinascita della Val Ertana“, aber ihre Anliegen und Anzeigen wurden von den Behörden nie beachtet.
Tina Merlin (1926–1991), eine Journalistin der kommunistischen Zeitung L’Unità, publizierte mehrere Artikel zum Thema und wurde deshalb wegen Diffamierung und Störung des öffentlichen Friedens angezeigt. In einem Prozess wurde sie jedoch von den Vorwürfen freigesprochen.

## Überschwemmungskatastrophe und die Folgen

### Die Katastrophe

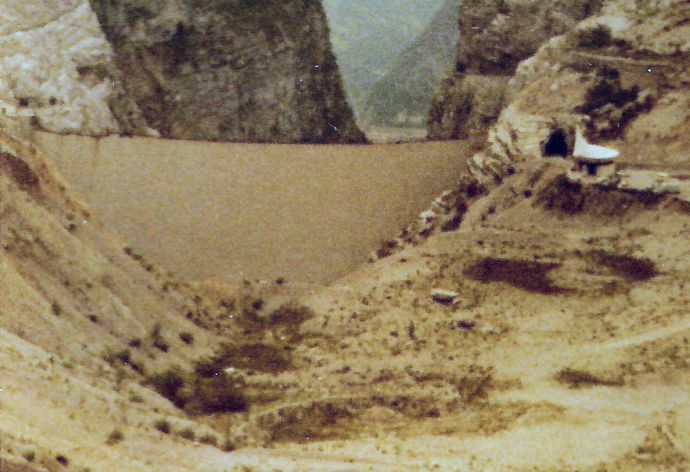
Vajont-Staumauer von der Seeseite her, mit Gedächtniskapelle rechts (1971)

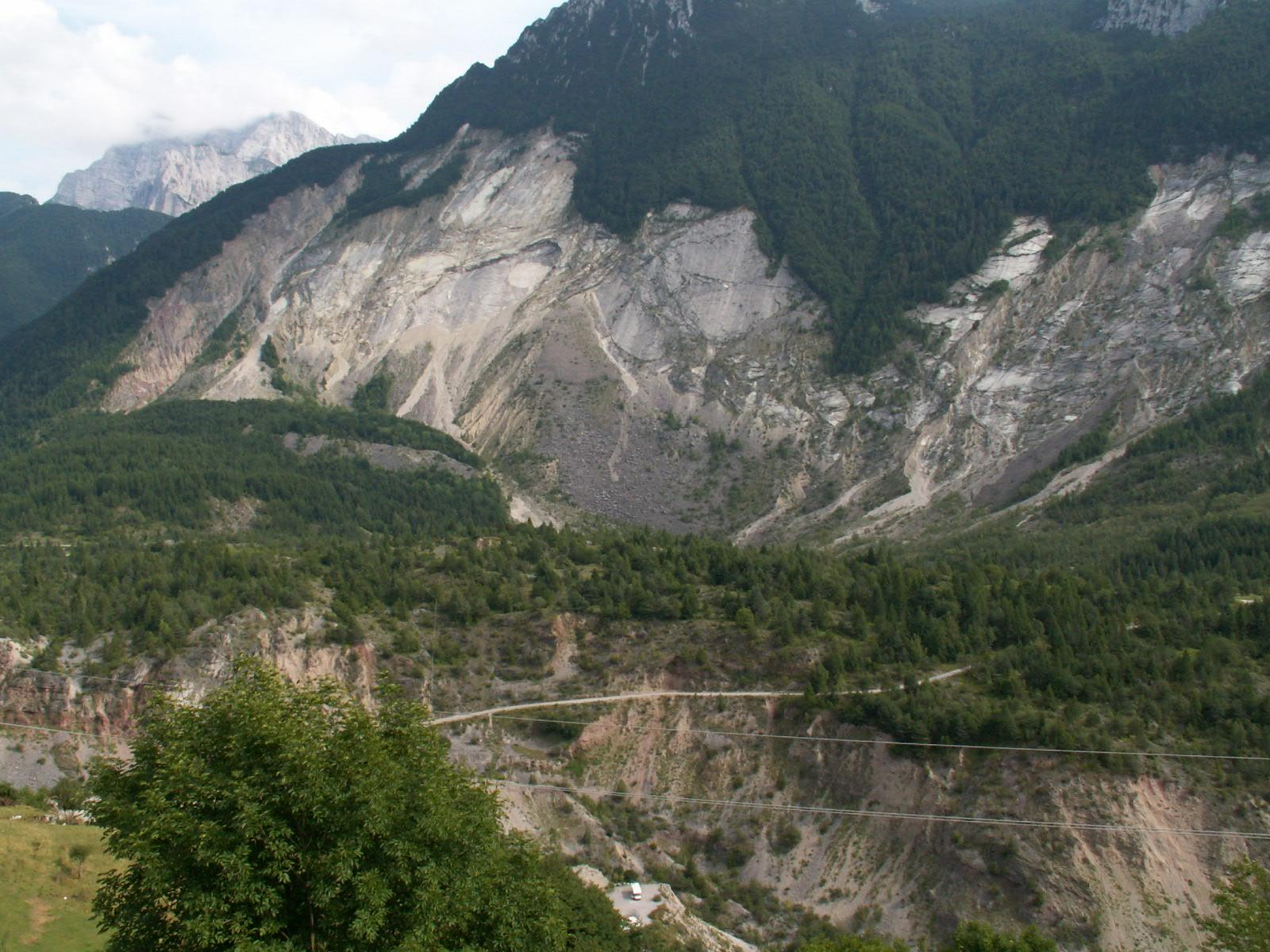
Die fehlende Flanke nach dem Bergsturz (2005)

Am 9. Oktober 1963 um 22:39 Uhr kam es zu einem katastrophalen Bergsturz, wobei auf 2 Kilometer Länge 270 Millionen Kubikmeter Gestein (knapp das Doppelte des Stauvolumens) vom Monte Toc in Richtung See rutschten und dessen Becken großteils füllten. Die plötzliche Verdrängung des angestauten Wassers verursachte eine riesige Flutwelle, die die auf dem gegenüberliegenden Hang liegenden Dörfer Erto und Casso um wenige Meter verfehlte, bevor sie talaufwärts floss und dort einige kleine Ortschaften zerstörte. Etwa 25 Millionen Kubikmeter Wasser (etwa ein Sechstel des Stauvolumens) überströmten die Mauer und erreichten das am Ende des engen Tals abwärts gelegene Städtchen Longarone: Dieses und einige umliegende Ortschaften wurden vollständig zerstört. Etwa 2.000 Menschen starben unmittelbar (offizielle Quellen sprechen von 1917 Opfern, andere von mehr; die Anzahl wurde nie genau ermittelt). Nur wenige Menschen – überwiegend Kinder – wurden lebend gerettet. Die Mauer selbst blieb weitgehend unbeschädigt.

### Nach der Katastrophe
Das Ministerium für öffentliche Bauten („Ministero dei Lavori Pubblici“) eröffnete sofort eine Untersuchung der Ursachen der Katastrophe. Der Bauingenieur Pancini, einer der Angeklagten, beging kurz vor dem Prozess Suizid. Der Prozess begann 1968 und endete ein Jahr später mit der Verurteilung aller beteiligten Angeklagten zu 21 Jahren Gefängnis wegen des verursachten Desasters und mehrfacher fahrlässiger Tötung.
Das Appellationsgericht verringerte die Strafe für einige Angeklagte und sprach die anderen wegen Fehlens von Beweismaterial frei. 1997, mehr als 30 Jahre nach der Katastrophe, wurde die Montedison, die die SADE gekauft hatte, zur Zahlung von Schadensersatz an die betroffenen Gemeinden verurteilt. Am rechten Berghang wurde eine kleine Gedächtniskapelle gebaut.
Für Überlebende der Katastrophe von Longarone (Disastro del Vajont) wurde 1971 vom Staat eine neue Ortschaft mit dem Namen Vajont gegründet. Auch der Ort Longarone wurde in den 1960er und 1970er Jahren wieder aufgebaut.
Die Journalistin Tina Merlin schrieb ein Buch über die Katastrophe (Sulla Pelle viva. Come si costruisce una catastrofe. Il caso del Vajont). Dafür fand sie aber erst 1983 einen Verlag. 1993, 1997, 2001 und 2016 erschienen weitere Auflagen.

## Geologische Analyse

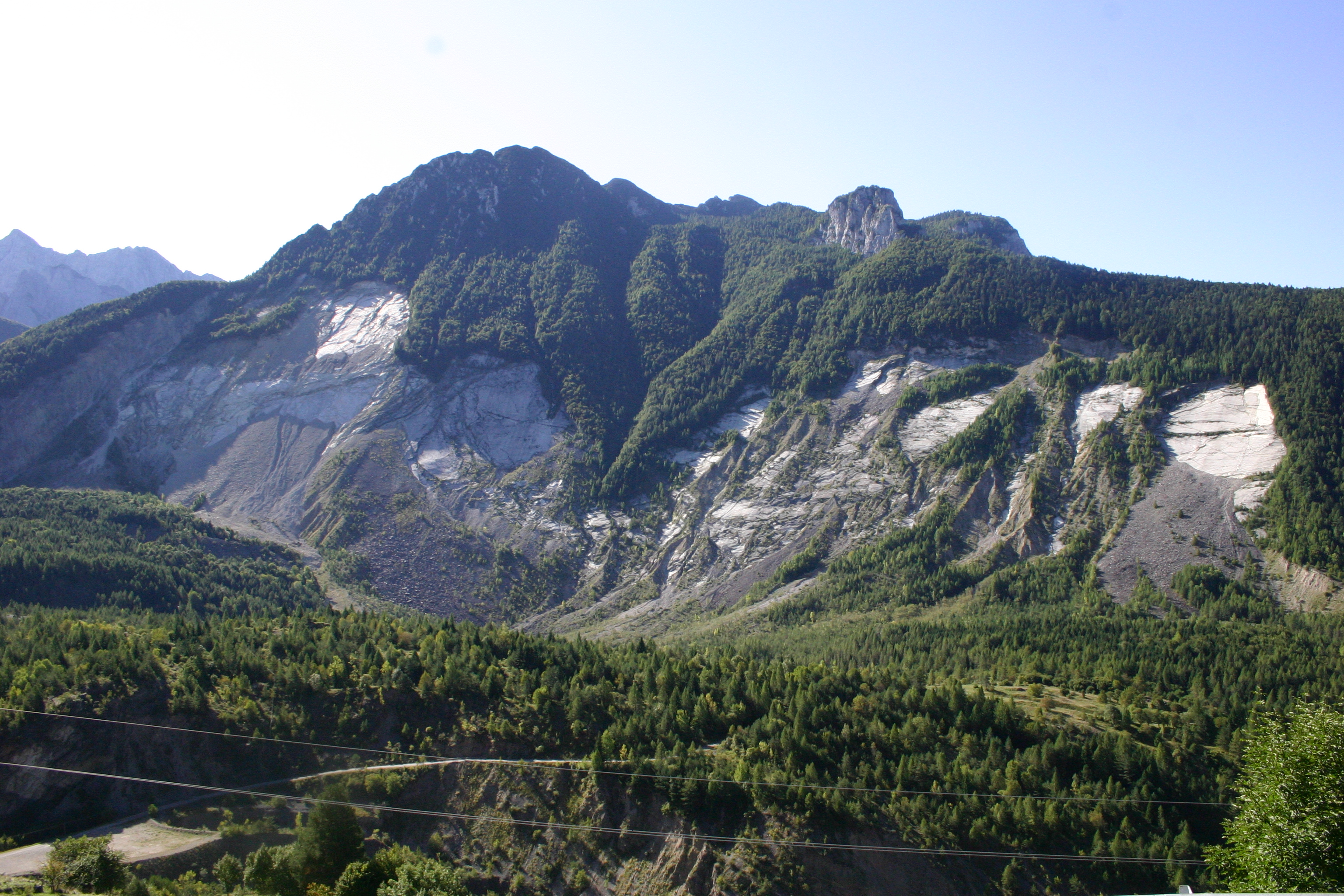
Der katastrophale Bergsturz am Monte Toc, 2009 von Casso aus aufgenommen. Am Übergang vom Fels zum Baumbewuchs ist die Abrisskante zu erkennen. Die Schutthalde ist inzwischen mit Bäumen bewachsen.

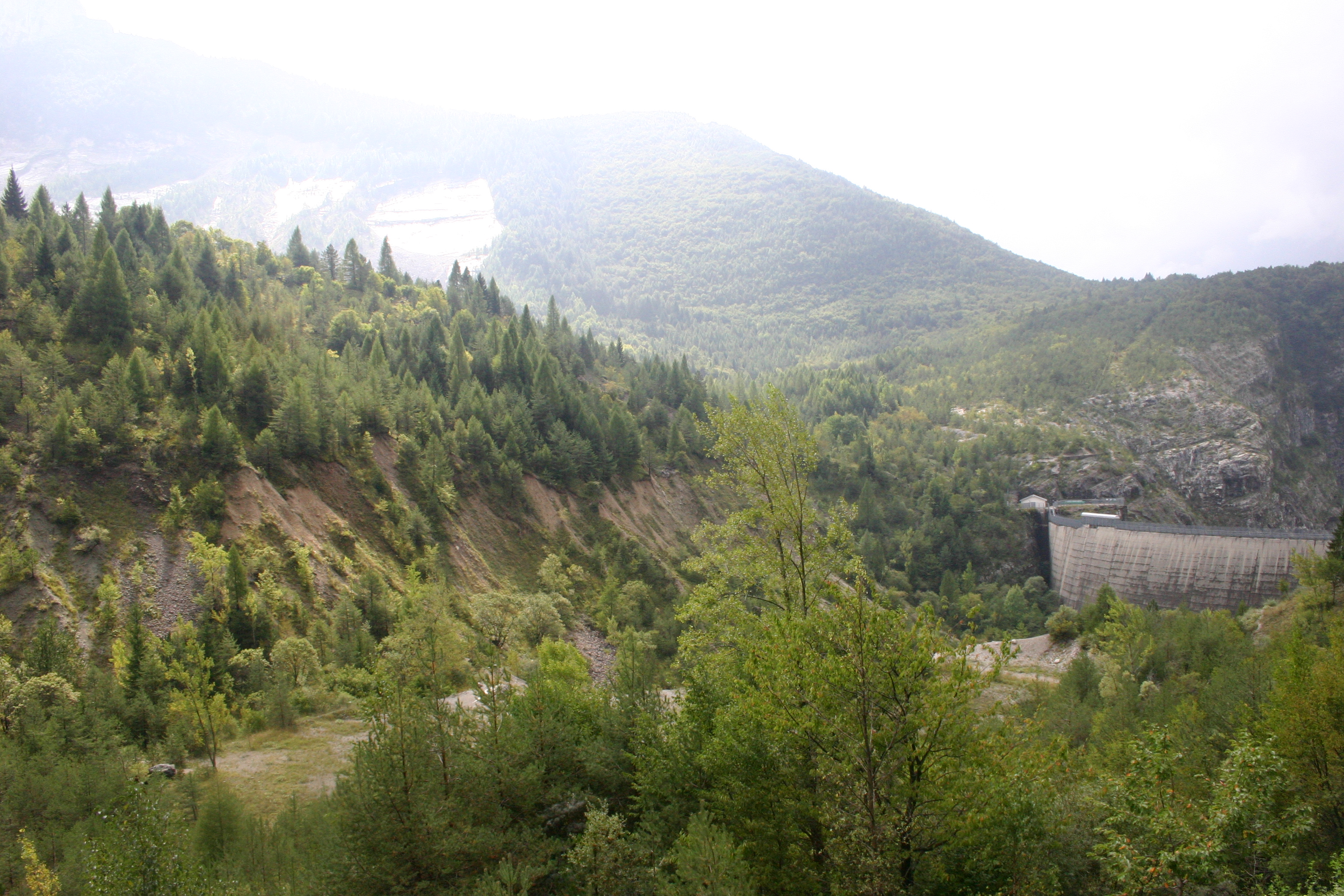
Schuttberg des Monte Toc (links) und die Staumauer (2009)

Der Bergrutsch von Vajont hatte mehrere Ursachen. Zunächst ist es unbestritten, dass das Kriechen, also die Bewegung des Hangs, erst deutlich wurde, als der See eingestaut wurde. Dadurch wurde der untere, stützende Teil des Hangs unter Auftrieb gesetzt und geschwächt. Gleichzeitig sogen sich dünne, nur zentimeterdicke quellfähige Tonschichten (Smektit, Montmorillonit und andere Tonminerale) tief unter der Geländeoberfläche mit Wasser voll. Damit nahm ihre Festigkeit – ihr ohnehin nicht großer Widerstand gegen Scherung – weiter ab. So entstand eine Gleitfuge, oder es wurde, wie manche Autoren annahmen, eine durch einen Bergrutsch aus viel früherer Zeit entstandene Gleitschicht reaktiviert.
Der Hang setzte sich also in Bewegung. Solange keine Gebäude oder Bauwerke im Hang betroffen waren, schien dieses Kriechen aber nicht dramatisch. Der Hang war nicht derart steil, dass man von daher plötzliche Rutschereignisse zu befürchten hatte; denn selbst in der tonigen Gleitfuge war immer noch so viel Reibung, dass die Bewegung nicht überaus schnell werden konnte. Im schlimmsten Fall würde ein Teil des Hangs, so dachte man, mehr oder weniger langsam in den See hineingleiten oder aber das Gestein sich schon nach einer gewissen Wegstrecke selbst blockieren. Der Hang ähnelte nämlich im Querschnitt einem Stuhl mit nahezu horizontalem, stützendem Sitz und etwa 40° steiler, schräger Lehne. Kleinere, ungefährliche Rutschungen waren einkalkuliert, und irgendwann würde der Sitz die Lehne zum Halten bringen. Dies versuchte man durch die mehrfach wiederholten Einstau- und Absenkphasen bis 1963 zu erreichen. Leider waren die Erwartungen, die man an diese Maßnahme richtete, falsch.

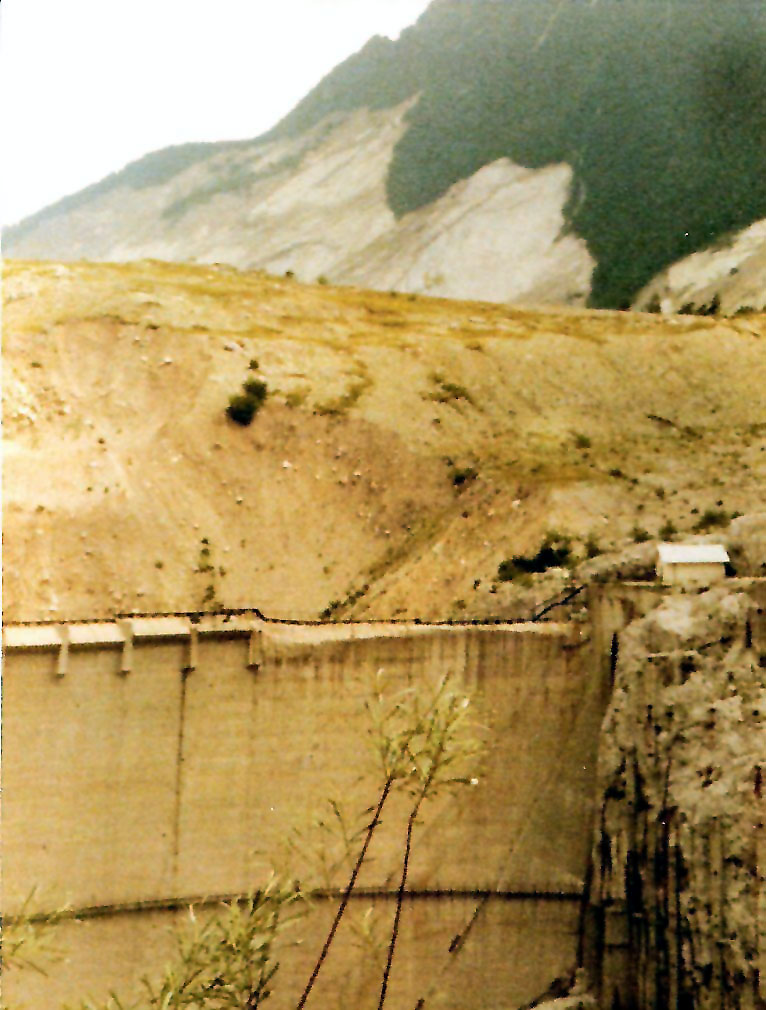
Vajont-Staumauer nahezu unbeschädigt nach der Katastrophe. Dahinter ein Teil des Bergsturzes (1971)

Mit zunehmendem Einstau nahmen die Kriechbewegungen immer mehr zu, bis dann am 9. Oktober 1963, in einer Absenkphase – der Spiegel war gut 9 Meter tiefer als beim vorangegangenen Einstau – die zuvor allmähliche Kriechbewegung von einigen Zentimetern am Tag innerhalb weniger Minuten dramatisch zunahm und die Gesteinsmassen schließlich mit gut 100 Kilometern pro Stunde in den See eintauchten.
Eine Untersuchung von 1985 kam zum Schluss, dass starke Regenfälle und das gleichzeitige Absenken des Stauziels schon für den Hangrutsch ausgereicht haben können. In vertikale Klüfte – viele hatten sich sicher durch die Rutschbewegung geöffnet – könnte Wasser eingedrungen, aber nicht mehr abgeflossen sein. Auch könnte gleichzeitig das im Hang eingestaute Wasser nicht schnell genug mit dem Absenken des Wasserspiegels drainiert haben. Stehendes Wasser wirkt auf den Boden mit einem Druck, der in einer Millimeter breiten Kluft bei gleicher hydrostatischer Höhe genauso groß ist wie im Meer (hydrostatisches Paradoxon). Sicherlich hat eingedrungenes Niederschlagswasser den Hang noch mehr geschwächt, war aber vermutlich nicht der endgültige Auslöser für die dramatische Rutschung. Die Kriechgeschwindigkeit nahm schon in den Wochen zuvor unerklärlicherweise zu, obwohl es in dieser Zeit nicht geregnet hatte.
Kann man diese Zunahme der Kriechgeschwindigkeit nicht mit dem Einstau des Sees in Einklang bringen, muss es noch andere Erklärungsmodelle geben. Die Reibung in der Scherfuge muss schlagartig verlorengegangen sein. Leopold Müller, einer der Gutachter nach der Katastrophe, war der Meinung, dass Thixotropie für das Verhalten der Gleitfuge wesentlich gewesen sei, also allein durch die Bewegung sich die Festigkeit des Materials deutlich verringert habe. Eine Erklärung für diesen Reibungsverlust wäre, dass der Druck in den winzigen, wassergefüllten Poren der dünnen Tonschichten so stark angestiegen ist, dass er schließlich ausreichte, das gesamte Hanggewicht zu tragen und zu heben. Der Hang konnte damit praktisch reibungsfrei in den See stürzen.
Ein solches Erklärungsmodell, das vermutlich auch für manches Versagen von Böschungen bei Erdbeben gilt, wurde an der Universität Padua entwickelt. Durch das andauernde Kriechen (viskoplastisches Fließen) des Hanges entstand in der Gleitfuge Reibungswärme. Dies war schon jahrelang der Fall, denn der Hang kroch schon genauso lange, und genauso lange war sie wieder an die Umgebung abgeflossen, ohne dass es zu einem nennenswerten Temperaturanstieg im wassergesättigten Ton kam. Wird das Porenwasser aber erwärmt, steigt der Druck in den Poren an (denn der sehr undurchlässige Ton entwässert nur langsam), die Festigkeit der Schicht nimmt ab und die Kriechbewegungen nehmen zu. Anfangs nur unmerklich und langsam, aber immer kontinuierlich, nahm die Geschwindigkeit innerhalb von 5 Monaten von unter einem Zentimeter am Tag auf bis zu 10 Zentimeter am Tag der Katastrophe zu. Die errechnete Temperatur im Inneren der Tonschicht stieg dabei gegenüber der im Felsgestein zunächst nur um gut 3 °C auf etwa 23 °C.
Etwa drei Wochen vor der Katastrophe, so besagt das nachträglich mit den Messwerten der Hangbewegung kalibrierte Modell, trat eine Änderung ein. Der Temperaturanstieg konzentrierte sich ab jetzt immer mehr auf die dünne Scherzone, den sich maßgeblich verformenden Bereich inmitten der Tonschichten. Der Zustand wurde zunehmend adiabatisch, die Wärme verblieb im Ton. Wurde vormals noch zumindest etwa soviel Wärme an die Umgebung abgegeben, wie produziert wurde, war jetzt ein Zustand erreicht, wo die zunehmende Temperatur die Scherzone schwächte und dadurch die Hanggeschwindigkeit stieg. Aus diesem Grund entstand noch mehr Reibungswärme, die wiederum die Scherfestigkeit beeinflusste. Das System schaukelte sich zu einem kritischen Zustand auf, dies ging jedoch immer noch langsam und fast unmerklich vonstatten.
Innerhalb der letzten 3 Wochen stieg die Temperatur auf etwa 36 °C. Dies aber ist die errechnete kritische Temperatur, ab der der Ton sein gebundenes Wasser freigeben möchte. Dieser Effekt führt dann schlagartig, innerhalb von Minuten, zu einem großen, fast explosionsartigen Porenwasserdruckanstieg, durch den es dann zur Katastrophe kam. Die Scherfestigkeit ging verloren, der Hang schwamm auf und rutschte in den See.

## Zusammenfassung

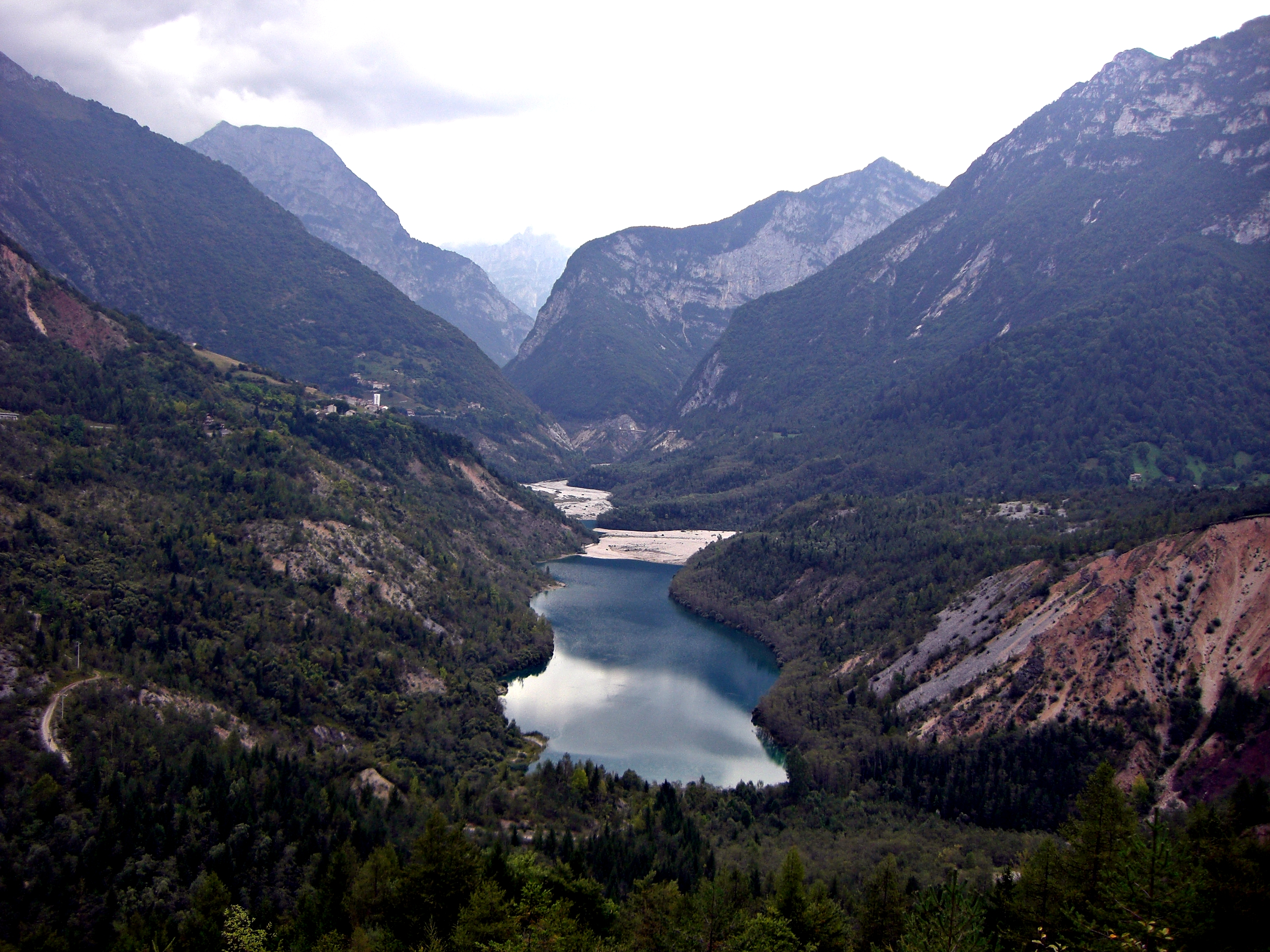
Vom Stausee blieb nur noch ein kleiner Rest übrig. Von einem Hügel des Schuttbergs aus gesehen in Blickrichtung Osten (2009)

Die Bergsturz-Flanke gab bereits vor der Katastrophe und während des Sperrenbaus durch diverse kleinere Bergabbrüche und Erdbeben Anlass zu Besorgnis. Gleichzeitig stellten Geologen einen erdgeschichtlich weit zurückliegenden massiven Bergsturz fest. Ein Gutachten der Universität Padua gelangte mittels wissenschaftlicher Simulation zu dem Schluss, dass auch ein katastrophales Abriss-Szenario beherrschbar sei. Diese Entscheidungsgrundlagen standen den Verantwortlichen – Betreiber, Baukonsortium und staatlicher Genehmigungsbehörde – zur Verfügung, als sich kurz vor der Katastrophe weitere Warnzeichen wie Schwachbeben sowie einen Monat vor dem Ereignis ungewöhnliche Geräusche im Berg häuften. Gestützt allein auf das aus heutiger Sicht nachweislich falsche Padua-Gutachten wurden die diversen Warnzeichen ignoriert und der Aufstauvorgang unbeirrt fortgesetzt – mit fatalen Folgen.

## Ähnliches Ereignis im Speicher Pontesei 1959
Es ist weitgehend unbekannt, dass sich bereits 1959 im gegenüberliegenden Tal von Forno di Zoldo beim ersten Einstau des Speichers Pontesei ein „kleines Vajont“ ereignete. Beschleunigte Hangbewegungen des linken Speichereinhanges ab 13 m unter dem Stauziel bewogen den Betreiber, rasch abzustauen. Vermutlich durch den Porenwasserüberdruck in einer vergleichbaren Gleitbahn wurden ca. 3 Mio. Kubikmeter Material mobilisiert und rutschten in den Stauraum. Eine 20 m hohe Flutwelle überströmte die Krone nur geringfügig, der Sperrenwärter Arcangelo Tiziani (Cagno Padéla) wurde dabei getötet. Der Betreiber – die SADE – spielte diesen Vorfall herunter. Heute zeugt das erste Hochwasserentlastungsbauwerk, ein im Freien stehender Turm mit Überfalltrichter, von diesem „Malheur“; die Hochwasserentlastung besorgt seit 1959 ein zweites, tiefer angeordnetes Bauwerk.

## Film

### Dokumentation
- Daniela Agostini, Hannes Schuler: Die Eroberung der Alpen. (4/5) Wasserkraft. Deutschland, 2009, 43 Min. Link beim Filmfestival Graz 2009.[13]

### Spielfilm
- Renzo Martineli: Vajont - La diga del disonore. Italien 2001[14]